# Perusia praecisaria
Perusia praecisaria là một loài bướm đêm trong họ Geometridae.